# Lesshaft
 (novembre 2015).
 (novembre 2017).
 (novembre 2017).
La Lesshaft était une petite voiture construite à Berlin en 1925 et 1926.
Ce véhicule tricycle était entraîné par un moteur à deux temps.

## Sources
- Werner Oswald: Deutsche Autos 1920–1945. 10. Auflage. Motorbuch Verlag, Stuttgart 1996,  (ISBN 3-87943-519-7), (page 449).